# Porto de Luleå
O Porto de Luleå ou Lula (em sueco: Luleå hamn) é um porto marítimo do mar Báltico, situado na cidade sueca de Luleå, na província de Norrbotten. Apesar do mar gelar entre janeiro e maio, está aberto e navegável durante o ano inteiro graças aos quebra-gelos e ao navios rebocadores. Cerca de 600 navios de carga visitam anualmente o porto. É constituído por seis portos menores, onde é carregado petróleo, cimento e minérios a granel, além de produtos industriais. É igualmente a base dos quebra-gelos e dos navios de cruzeiro. Tem 30 empregados dos quais 13 trabalham nos rebocadores Viscaria, Valkyria e Victoria.